# Trsteno
Trsteno ist ein Dorf in der Gemeinde Dubrovnik in der kroatischen Gespanschaft Dubrovnik-Neretva. Es liegt am Adriatischen Meer.
Trsteno liegt unter der Jadranska Magistrala und ist 20 km von der Stadt Dubrovnik entfernt. Gegenüber dem Dorf befindet sich die Insel Lopud.

## Geschichte
Die Ausgrabung der alten katholischen Kirche im Dorf bewies, dass Trsteno schon im 5. Jahrhundert besiedelt war. 1399 tritt Trsteno der Republik Ragusa bei.

## Botanischer Garten
In Trsteno befindet sich außerdem der einzige Botanische Garten (Arboretum) an der östlichen Adriaküste.

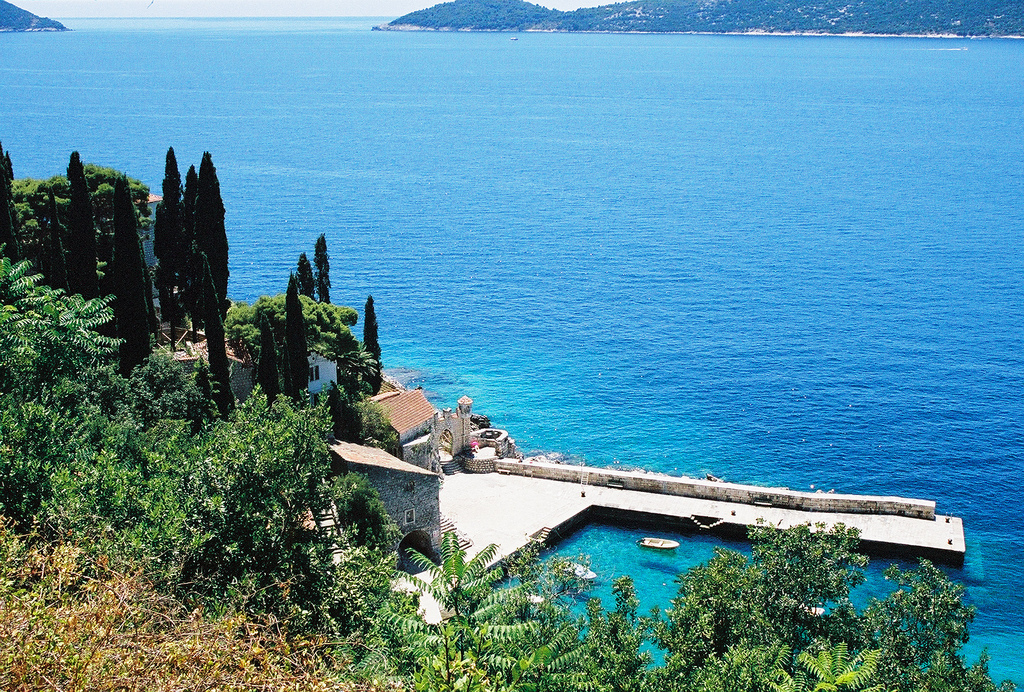
Hafen von Trsteno
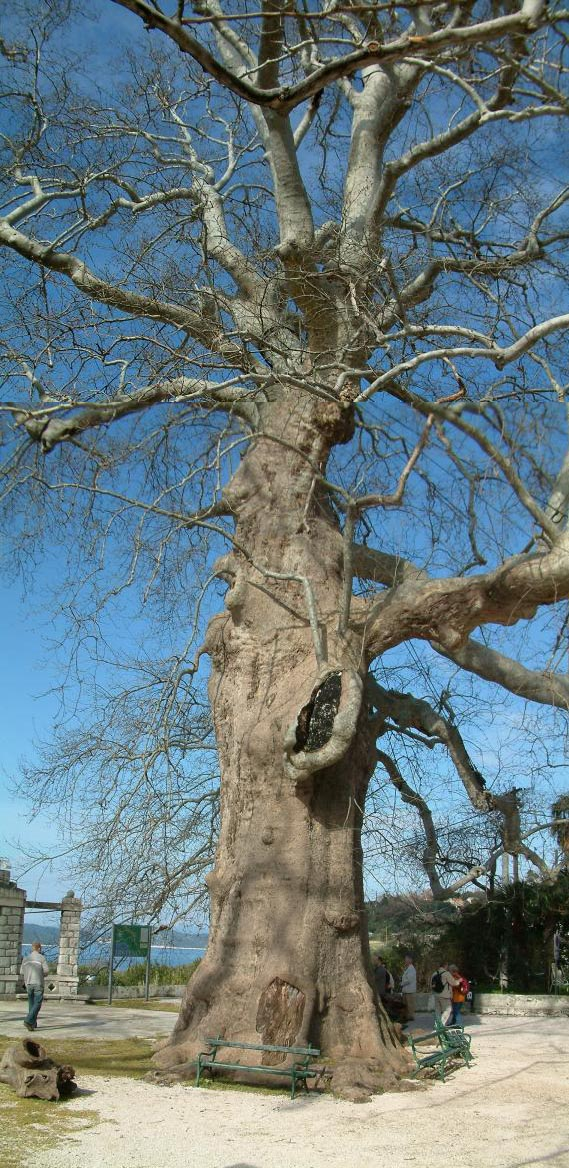
Über 500 Jahre alte Platane am Eingang zum Arboretum von Trsteno.